# Вайнхайм
Вайнхайм (на немски: Weinheim, Woinem) е град в Баден-Вюртемберг, Германия, с 44 797 жители (2015). Намира се на около 18 km северно от Хайделберг и около 15 km североизточно от Манхайм.
- Вайнхайм